# 西大沢 (東広島市)
西大沢（にしおおさわ）とは、広島県東広島市の町丁。一丁目と二丁目からなり、全域で住居表示が実施されている。

## 概要
西条地区南部に位置している。1999年に西条町大沢の一部が分離されて設置された。
西条町大沢の一部だった1992年度からテクノタウン東広島として造成が進められ、住宅や工場の誘致が進められてきた。なお、同じ「テクノタウン東広島」という名前ではあるものの、西大沢一丁目は住宅地、西大沢二丁目は工場などが集中しており、その用途や街並みは大きく異なる。

## 沿革
- 1992年（平成4年）- 東広島市西条町大沢西部でテクノタウン東広島の造成が開始される[2]。
- 1999年（平成11年）3月1日 - 西条町大沢の西部が西大沢として分離される。住居表示が実施され、一丁目および二丁目が設置される[1]。

## 交通

### 鉄道
町内に鉄道路線は通っていない。最寄り駅は東広島駅（山陽新幹線）。

### バス
町内にバス路線は通っていない。西条町大沢にあるバス停が最寄りである。

## 施設
- テクノタウン東広島集会所
- トヨタカローラ広島商品化センター
- 株式会社HIVEC本社

## 学区
公立小・中学校に通学する場合、板城小学校ならびに向陽中学校に通学することになる。

## 面積
2020年時点での面積は以下の通りである。
- 西大沢一丁目 - 0.160610075km2
- 西大沢二丁目 - 0.291512199km2

## 世帯数・人口
2024年11月末での世帯数・人口は以下の通りである。
- 西大沢一丁目 - 353世帯、966人
- 西大沢二丁目 - 5世帯、5人